# Departamentul Arauca
Arauca este un departament al Columbiei cu reședință în orașul cu nume omonim, având frontieră cu Venezuela. Are o populație de 208.605 de locuitori și suprafață de 23.818 km².